# Рогатин, Николай Тарасович
Николай Тарасович Рогатин (1903—1937) — советский певец, солист Большого театра.

## Биография
Родился в 1903 в городе Новочеркасске в семье рабочего.
В Красную армию ушёл служить добровольцем. По окончании гражданской войны поступил в Московскую консерваторию. По окончании консерватории уехал на стажировку в Италию, где с успехом окончил Римскую академию.
По возвращении на родину в 1928 г. Рогатин в течение почти трёх лет разъезжал по крупнейшим стройкам, выступал в концертах перед рабочими Донбасса, Кузбасса, Урала. С 1931 г., поступив на службу в Большой театр, с успехом исполнял ведущие партии в «Риголетто», «Царской невесте», «Демоне», «Тоске», «Мазепе», «Садко». Всего за время службы сыграл 124 спектакля.
Вследствие болезни безвременно скончался 25 ноября 1937. Урна с прахом захоронена в колумбарии Донского кладбища.